# Cnaeus Cornelius Lentulus Clodianus
Cnaeus Cornelius Lentulus Clodianus (I. e. 1. század) római politikus, az előkelő patricius Claudia gens tagja volt, de később adoptálták a Corneliusok közé. Nevelőapja valószínűleg Cnaeus Cornelius Lentulus, I. e. 97 egyik consulja volt.
I. e. 72-ben volt consul Lucius Gellius Poplicolával. Számos fontos törvényjavaslatot tettek, így római polgárjogot adtak a Quintus Sertorius elleni háborút követően Pompeius által városi szabadságot kapottaknak, illetve megakadályozták, hogy főbenjáró bűnökért felelősségre vonhassanak provinciában tartózkodó politikust. Ez utóbbi intézkedés Caius Verres helytartó ügyeskedései ellen védte volna therméi Stheniust Szicília|Szicíliában, de Verres befolyása miatt nem sikerült keresztülvinni. Clodianus a Sulla dictaturája idején közföldből jutalmazottak megfizettetését is célul tűzte ki.
Consuli évük lejárta után mindketten súlyos vereséget szenvedtek Spartacustól. A páros később censorként is együttműködött I. e. 70-ben, amikor is 64 senatort zárt ki a testületből erkölcstelen életmódjuk miatt, többek között Caius Antonius Hybridát és Publius Cornelius Lentulus Surát, az előző év consulját. Ítéleteiket többségében felülbírálták a bíróságok.
I. e. 67-ben és I. e. 66-ban a két politikus ismét együtt harcolt, ezúttal Pompeius alatt a kalózok elleni háborúban. Lentulus a VI. Mithridatész ellen indítandó háború Pompeiusra bízását is támogatta.